# Псалом 150
Сто пятидеся́тый псало́м — заключительный хвалебный литургический псалом, 150-й псалом, послесловие всей книги Псалтирь. Известен по латинскому инципиту Laudate Dominum in sanctis eius, «Хвалите Бога во святыхъ Его». Псалмы 144—149 предназначены для богослужений в Храме, а 150-й псалом завершает пятую часть (псалмы 106—150) и всю Псалтирь. Поскольку псалмы начинаются и оканчиваются словом «аллилуйя», то в христианстве и иудаизме группы псалмов 112—117 и 145—150 часто путают между собой, называя «аллилуйными», поэтому для различения группа 112—117 названа «пасхальной», а 145—150 — «хвалебной».
Раши отмечал, что в иудаизме из «хвалебных» утренних псалмов 144—150, лишь псалмы 148 и 150 заслуживают названия «хвалебных», ввиду частого повторения в них слова «хвалите» и указывал петь молитву, а после неё два псалма — 148, 150, Саадия Гаон упоминал шесть псалмов: 144, 146, 147, 148, 149, 150, Маймонид перечислял семь псалмов: 144, 145, 146, 147, 148, 149, 150. Ныне в ортодоксальном иудаизме следуют указаниям последнего.

## Текст
150-й псалом является поздним и входит в так называемую «заключительную редакцию Псалтири» (1-я половина II века до н. э.).
По содержанию псалом является хвалебной песнью Богу и составляет заключение для нескольких предшествующих псалмов и всей Псалтири в целом. Псалом имеет надписание «Аллилуйя» и заканчивается этим же словом. В синодальном переводе Библии надписание псалма было ошибочно взято в скобки (так обозначались добавления и варианты из Септуагинты), поэтому оно отсутствует в современном варианте перевода.
Текст состоит из шести стихов (также, как и 1-й псалом, состоящий из шести стихов), каждый из которых, согласно нормам древнееврейского стихосложения, разбит на две части. Девять полустиший из двенадцати содержат анафору (הַלְלוּ יָהּ‬ — «восхвали́те Йах», в латинском переводе Laudate eum — «восхвали́те Его»). Псалом, написанный на еврейском языке, начат первой буквой алеф еврейского алфавита, а окончен последней буквой тав.
В иудаизме 150-й псалом содержит 13 слов «аллилуйя», священного (счастливого) числа тринадцать, которое каббалисты трактуют как гематрию слова эхад (אחד‎ — «един», см. Втор. 6:4), символизирующих Всевышнего. Согласно «Зогару», следует ограничиваться 13-ю выражениями соответственно тринадцати атрибутам Божиим. Также схожее строение имеет 148-й псалом.

Аллилуия!

Хвалите Бога во святыне Его!

Хвалите Его на тверди силы Его!

Хвалите Его по могуществу Его!

Хвалите Его по множеству величия Его!

Хвалите Его со звуком трубным!

Хвалите Его на псалтири и гуслях!

Хвалите Его с тимпаном и ликами!

Хвалите Его на струнах и органе!

Хвалите Его на звучных кимвалах!

Хвалите Его на кимвалах громогласных!

Все дышащее да хвалит Господа!

Аллилуия!
— Пс. 150

## Толкование
В стихах 150:3—5 упоминаются элементы музыкального оформления богослужения — хор (точнее — хороводное пение) и музыкальные инструменты, причём в традиции каждого перевода это разные инструменты, в латинском: труба, псалтерий, кифара, тимпан, орган, кимвалы; в славянском на месте кифары — гусли, в немецком (лютеровском) на месте трубы — тромбон, а на месте кифары — арфа:
| Греческий текст | Латинский перевод | Церковнославянский перевод греческого текста | Немецкий перевод (Лютеровская Библия 1524) | Синодальный перевод еврейского текста |
| --- | --- | --- | --- | --- |
| (3) Αἰνεῖτε αὐτὸν ἐν ἤχῳ σάλπιγγος, αἰνεῖτε αὐτὸν ἐν ψαλτηρίῳ καὶ κιθάρᾳ· (4) αἰνεῖτε αὐτὸν ἐν τυμπάνῳ καὶ χορῷ, αἰνεῖτε αὐτὸν ἐν χορδαῖς καὶ ὀργάνῳ· (5) αἰνεῖτε αὐτὸν ἐν κυμβάλοις εὐήχοις, αἰνεῖτε αὐτὸν ἐν κυμβάλοις ἀλαλαγμοῦ. | (3) Laudate eum in sono tubae, laudate eum in psalterio et cithara, (4) laudate eum in tympano et choro, laudate eum in cordis et organo, (5) laudate eum in cymbalis bene sonantibus, laudate eum in cymbalis iubilationis. | (3) Хвалите Его во гласе трубном, хвалите Его во псалтири и гуслех. (4) Хвалите Его в тимпане и ли́це, хвалите Его во струнах и орга́не. (5) Хвалите Его в кимвалех доброгласных, Хвалите Его в кимвалех восклицания. | (3) Хвалите Его звуком тромбона, хвалите Его на псалтерии и на арфе. (4) Хвалите Его тимпанами и в хороводах, хвалите Его струнными и духовыми [инструментами]. (5) Хвалите Его на светлых кимвалах, хвалите Его на кимвалах ликующих. | (3) Хвалите Его со звуком трубным, хвалите Его на псалтири и гуслях; (4) хвалите Его с тимпаном и ликами, хвалите Его на струнах и органе; (5) хвалите Его на звучных кимвалах, хвалите Его на кимвалах громогласных. |

Какие в реальности музыкальные инструменты использовались в иудейском богослужении, ныне сказать с уверенностью невозможно. Вряд ли древние евреи знали духовой орган (Септуагинта, Вульгата, ЦС-Библия), и уже подавно — лютню и цимбалы (как полагают переводчики РБО). В любом случае, пассаж однозначно свидетельствует об использовании струнных, духовых и ударных, то есть, обо всех наиболее значимых классах музыкальных инструментов.

## Богослужебное использование
В христианстве, как восточном, так и западном, три заключительных псалма книги Псалтирь (148, 149, 150), называемые «хвалебными», входят в состав утрени.
Православие
Целиком 150-й псалом поют в чине благословения кампана после начальных молитв утрени в составе «хвалитных» псалмов, в Великом повечерии, во время Великого поста, в среду Страстной седмицы, в Благовещение. Отдельные стихи псалма поют по разным случаям.
Католицизм
Согласно Уставу святого Бенедикта, 150-й псалом поют на лаудах в составе группы лауды-псалмов 148, 149, 150 всю неделю.
Иудаизм
В талмудическом иудаизме шесть заключительных псалмов 145—150, называемые «галелем», вместе с рядом других псалмов и отрывков из Танаха читаются в синагоге перед утренним богослужением. Кроме того, 150-й псалом включён в молитву «Амида» праздника Рош ха-Шана.

## Рецепция
Музыка
В западноевропейской музыке 150-й псалом неоднократно использовался в качестве текстовой основы многоголосной вокальной композиции.
В эпоху Возрождения на 150-й псалом писал Лука Маренцио (несколько масштабных хоров и месса), в эпоху барокко — К. Монтеверди (мотет для сопрано соло и basso continuo из сборника «Selva morale»). . В XX веке текст псалма лёг в основу третьей части «Симфонии псалмов» И. Ф. Стравинского.
На немецкий текст псалма писали Ф. Мендельсон (Симфония № 2) и А. Брукнер (Lobet den Herrn in seinem Heiligthum, WAB 38), на английский — Ч. Айвз («Псалом 150»), Б. Бриттен (op.67), на французский — С. Франк («Псалом 150»), на венгерский — З. Кодай («Женевский псалом 150» [150. Genfi zsoltár]).
Литература
| Stamina psalterii lyrico modulamine texens Versibus orditum carmen amore trahit. Hinc puer exiguis attemperat organa cannis, Inde senis largam ructat ab ore tubam. Cymbalicae voces calamis miscentur acutis Disparibusque tropis fistula dulce sonat; Tympana rauca senum puerilis tibia mulcet Atque hominum reparant verba canora lyram. Венанций Фортунат, VI век | Хвалите Бога в святых рабех Его и в тверди небес, созданней от Него. Хвалите Его в силах божественных и величиих Его множественных. Во гласе трубнем Онаго хвалите, в псалтири, в гуслех честь Ему творите. Хвалите Его в лице и тимпане, хвалите Его в струнах и органе. В доброгласных си кимвалех хвалите, восклицания в кимвалех славите. Всяк дух да хвалит вся создавша Бога, везде и всегда слава Ему многа. Симеон Полоцкий, «Псалтирь рифмотворная», 1678 | . В. К. Тредиаковский, 1753 | Хвалите Господа во святости его, Великой власти въ силахъ равныхъ, И обладателя сего, Въ величествѣ отъ дѣлъ его преславныхъ. Хвалите Господа съ святой его судьбою, И хоромъ и трубою, Псалтирью, гуслями, въ тимпанѣ: Хвалите Господа на струнахъ и органѣ. Хвалите Господа небеснаго царя, Въ кимвалѣхъ ясныхъ, И во усердіи горя́, Хвалите Господа въ кимвалѣхъ громогласныхъ. Воспрославимъ обще тако, Господа, отца, И хвали дыханье всяко, Бога и творца! А. П. Сумароков, 1787 |